# フランシス・ウィラード
フランシス・エリザベス・キャロライン・ウィラード（英:Frances Elizabeth Caroline Willard、1839年9月28日-1898年9月18日）は、アメリカ合衆国ニューヨーク州出身の教育者、禁酒運動改革者、および女性参政権運動家である。

## 伝記
ウィラードはニューヨーク州チャーチビルの教師の子として生まれたが、子供時代の大半はウィスコンシン州ジェーンズビルで過ごした。家族と共にウィスコンシン州にいる間に、その家族は組合教会主義者からメソジストに改宗した。メソジストは敬虔な妻と母を中心とするキリスト教徒の家庭単位に重きを置くプロテスタントの一派だった。ウィラードが18歳のときにイリノイ州エバンストンに移転し、ノースウェスタン女子大学に入学した。
1871年、ウィラードはエバンストン女子大学の学長となり、この大学が1873年にノースウェスタン大学と合併すると、その女子大の初代学生部長になった。しかし、学長のチャールズ・ヘンリー・ファウラーと女子大の管理について対立するようになり、1874年に辞任したのでその地位は短命に終わった。
ウィラードは大学を辞めると、アメリカ東海岸に移動して女性の禁酒運動に参加することで、新しい仕事に精力を注いだ。女性参政権と禁酒運動に対する疲れを知らない努力の中には1874年の50日間講演旅行が含まれており、10年の間に1年間平均3万マイル (50,000 km) の移動、平均400回の講演を行い、その大半は長い付き合いになったアンナ・アダムズ・ゴードンと同行した。1874年、ウィラードは婦人キリスト教禁酒組合設立に参加し、初代の連絡窓口に選出された。
1879年、ウィラードはアメリカ合衆国婦人キリスト教禁酒組合の会長に選出され、この職を終生務めることになった。1883年には「形成世界婦人キリスト教禁酒組合」を設立し、1888年にはその会長に選出された。婦人キリスト教禁酒組合の会長として、女性参政権に関するウィラードの論点の核心は「家庭の保護」という綱領に基づいていた。このことについて、「強い酒の合法的販売から起こる家庭の崩壊からその家族を守る手段として、21歳以上の全ての女性に投票権を確保するの目的である運動」と表現した。「家庭の保護」論議は、家父長制の圧力、宗教的権威および社会によって女性参政権論者を疑うよう告げられてきた「平均的女性」の支持を得るために使われた。「家庭の保護」という願望は平均的女性に参政権を追求するための社会的に適切な道筋を与えた。ウィラードは、女性が「弱い」性であり、依存することがその性格であるという概念を無くさねばならないと主張し、「政治は女性のための場である」と言って社会改革のための運動に加わるべきだと主張した。
1893年にヘンリエッタ・ブリッグス・ウォールによって発注された有名なポートレート、「アメリカの女性とその政治的対等者」では、ウィラードを中央に、受刑者、アメリカ・インディアン、狂人および知的障害者で取り囲ませた。この画像は女性参政権に関する議論を簡潔に表している。すなわち投票権が無いまま、教育を受け尊敬される女性は、参政権が否定される社会の他の疎外者と同等であると訴えている。
ウィラードの影響力によって、アメリカ合衆国憲法修正第18条（禁酒法、1919年成立）と同第19条（女性参政権、1920年成立）の成立に繋がっていった。

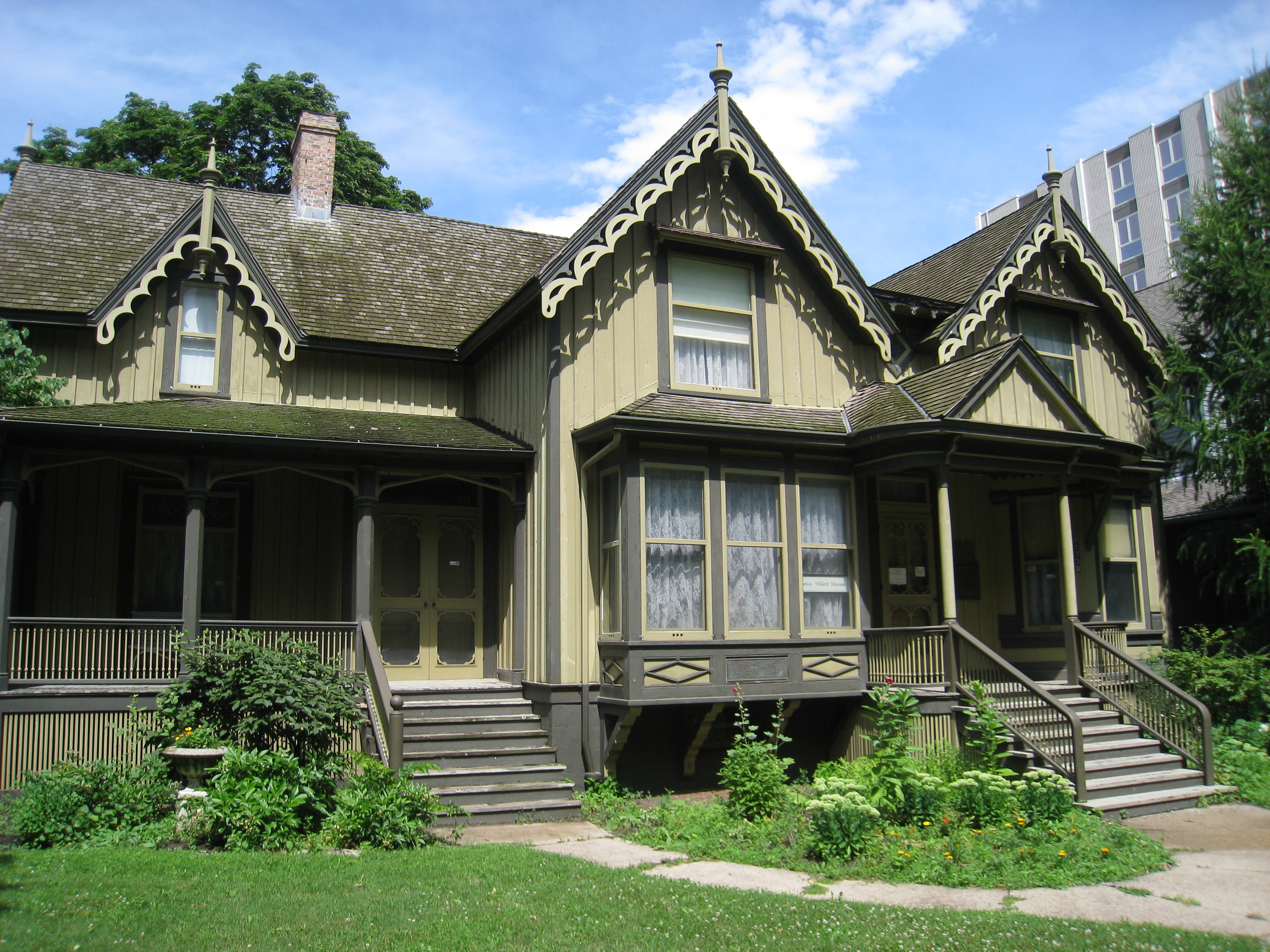
フランシス・ウィラード・ハウス

ウィラードは雑誌「ザ・ユニオン・シグナル」を創刊し、1892年から1898年までその編集者だった。
ウィラードの著作には、『女性と禁酒』、『美しい19年間』、『偉大なる母』、『50年間の垣間見：アメリカ女性の自伝』（1889年出版）、およびベストセラーになった『車輪の中の車輪：いかにして自転車に乗れるようになったか』（1889年出版）などがあり、それとともに多くの雑誌記事もある。事実ウィラードがその「白いリボンの軍隊」に自転車乗りを奨励したことは、自転車とそれに乗ることを家庭の中に持ち込んだ明白な試みと認識されてきた。
ウィラードはワシントンD.C.アメリカ合衆国議会議事堂の国立彫像ホール・コレクションに寄贈されるアメリカの偉大な指導者達の仲間入りをした初めての女性だった（1905年寄贈）。1887年にアルファ・ファイ友愛会全国会長となり、ノースウェスタン大学初代女性学生部長だった。晩年は社会主義者とも関わりを持つようになった。1898年、イングランドへの船旅を準備しているときに、ニューヨーク市のエンパイア・ホテルでインフルエンザのために死んだ。イリノイ州エバンストンの家屋は婦人キリスト教禁酒組合に遺贈され、この家が1965年にフランシス・ウィラード・ハウスとしてアメリカ合衆国国定歴史建造物に指定された。

### 遺産

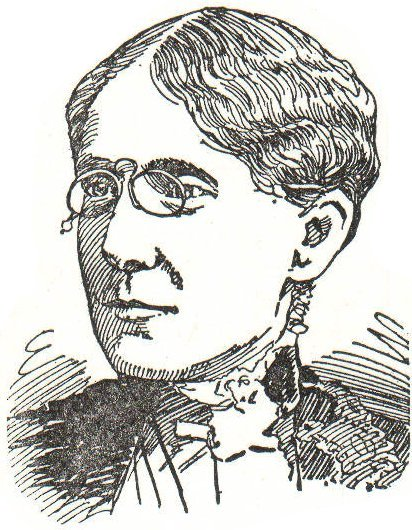
フランシス・ウィラードのスケッチ

ウィラードはその生涯の間に何度も、多くの国の政府や社会の著名人によって公的に表彰された。ファイ・ベータ・ファイ友愛会のキャリー・チャップマン・キャットは、「この国でフランシス・ウィラードより、いや彼女に匹敵する女性指導者は居なかった。」と語った。ウィラードは「アメリカで最も愛された女性」と呼ばれ、その親友ジョン・グリーンリーフ・ホイッティアは1888年に「彼女の時代の最も高潔な女性」と呼んだ。
メアリー・ワシントン大学最古の建物であるフランシス・ウィラード・ホールはウィラードの栄誉を称えて名付けられた。1940年にアメリカ合衆国切手にその肖像が載った。ノースウェスタン大学の学生寮であるウィラード・レジデンシャル・カレッジは彼女に因む命名である。インディアナ州インディアナポリスの第80学校にある銘板でもその栄誉が称えられている。ウィラードが1865年から死ぬまで本拠にして働いたイリノイ州エバンストンの家は保存され、彼女の記憶を称えるために博物館になった。カリフォルニア州チコのフランシス・ウィラード・アベニューはウィラードの栄誉を称えて名付けられた。エバンストンには彼女を称えて名付けられた小学校もあり、フランシス・ウィラード小学校と呼ばれている。カリフォルニア州バークレーのフランシス・ウィラード中等学校と隣接する公園、アラバマ州ピードモントのフランシス・E・ウィラード中等学校、アイオワ州デモインのフランシス・ウィラード小学校、イリノイ州ロックアイランドと隣接するモリーン町のフランシス・ウィラード小学校、ミネソタ州ミネアポリスのフランシス・ウィラード小学校と隣接する市民公園、カリフォルニア州ローズミードのフランシス・ウィラード学校、およびカンザス州アーカンザスシティのフランシス・ウィラード小学校も全てウィラードの栄誉を称えて名付けられた。
サウスカロライナ州はその法 (SECTION 53-3-20) でフランシス・ウィラードの日を次のように定めた。

## 議論
フランシス・ウィラードは、仲間の革新論者でアフリカ系アメリカ人ジャーナリストのアイダ・B・ウェルズと論争になった見解を表明した。ウェルズは、ウィラードが黒人男性に対して保護されることを必要とする紋切り型の白人女性を支持していることを非難し、それはその紋切り型を払拭しようとするウェルズ自身の努力に反しており、ウィラードが黒人男性に対して行われる私刑については発言していないとも非難した。ウィラードはウェルズの非難を繰り返し否定し、その主要な関心は女性の力を高め保護することにあると主張した。ウィラードの婦人キリスト教禁酒組合は積極的に黒人女性を勧誘し、組合員にならせた。

## 出版物
- 『女性と禁酒、すなわち婦人キリスト教禁酒組合の仕事と働く人々』コネチカット州ハートフォード、Park Pub. Co.、1883年出版
- 『フランシス・E・ウィラード』、「我々の有名な女性たち：この時代の傑出したアメリカ女性の生涯と行動に関する公認記録」に所収、コネチカット州ハートフォード、A.D. Worthington、1884年出版
- 『50年間の垣間見：アメリカ女性の自伝』、シカゴ、Woman's Temperance Publication Association、1889年出版
- 『いかにして勝つか：少女のための本』、ニューヨーク州、Funk & Wagnalls, 1886年出版、1887年と1888年に再版
- 『美しい19年間、あるいはある少女の生活スケッチ』、シカゴ、Woman's Temperance Publication Association、1886年出版
- 婦人キリスト教禁酒組合、会長、『会長の年間演説』、1891年出版
- 『なんでもしなさい：世界の白いリボン達のためのハンドブック』、シカゴ、Woman's Temperance Pub. Association、1895年出版
- 『車輪の中の車輪：いかにして自転車に乗れるようになったか』、1895年出版
- 『何か良いことを言うようにしよう：フランシス・E・ウィラードの演説と作品』、キャロライン・ド・スワートとエイミー・R・スラジェル編集、2007年出版